# Nashik (huyện)
Huyện Nashik là một huyện thuộc bang Maharashtra, Ấn Độ. Thủ phủ huyện Nashik đóng ở Nashik. Huyện Nashik có diện tích 15539 ki lô mét vuông. Đến thời điểm năm 2001, huyện Nashik có dân số 4987923 người.